# NGC 1926
NGC 1926 (również ESO 56-SC105) – gromada otwarta, znajdująca się w gwiazdozbiorze Złotej Ryby. Należy do Wielkiego Obłoku Magellana. Odkrył ją James Dunlop 3 sierpnia 1826 roku.